# Centro Cultural Andratx
Das Centro Cultural Andratx ist eine Kunstgalerie für zeitgenössische Kunst und Künstlerresidenz in Andratx im Westen der spanischen Baleareninsel Mallorca.

## Betrieb
Das Centro Cultural Andratx (CCA) wurde im Jahre 2001 vom Ehepaar Jacob und Patricia Asbaek gegründet. Der Komplex hat eine Fläche von etwa 4.000 m². Die für wechselnde Ausstellungen zur Verfügung stehende Fläche beträgt 1500 Quadratmeter. Das Museum zählt zu den größeren Zentren zeitgenössischer Kunst in Europa. Jährlich finden drei bis vier internationale Ausstellungen mit Künstlern aus aller Welt statt. Außerdem werden 4 Ateliers mit jeweils 120 m², bildenden Künstlern für 3–6 Wochen zur Verfügung gestellt.

## Künstler (Auswahl)
- Unter anderem stellten in der Ausstellung Supernatural (Mai – August 2008) folgende Künstler Exponate zur Verfügung: Hans-Peter Feldmann (Deutschland), Peter Land (Dänemark), Thomas Ruff (D), Gerwald Rockenschaub (Österreich), Thomas Scheibitz (D) und Roman Signer (Schweiz).
- Zur Ausstellung Desnudos (2004) waren unter anderem vertreten: Richard Kern, Cindy Sherman und Yoko Ono.[1]